# Трубицыно (Железногорский район)
Труби́цыно — деревня в Железногорском районе Курской области России. Входит в состав Линецкого сельсовета.
Население — 40 человек (2014 год).

## География
Расположена на юго-востоке Железногорского района, в 32 км к юго-востоку от Железногорска на левом берегу Радубежского ручья, притока Усожи. Состоит из одной улицы, протянувшейся вдоль ручья с севера на юг. К северо-востоку от Трубицына расположена деревня Журавинка, с юга примыкает деревня Толстовка. С севера деревню ограничивает балка Липовый Лог.

## Этимология
Получила название от фамилии первых местных помещиков — князей Трубецких.

## История
Возникла как часть села Радубеж, известного с XVII века. По данным 1-й ревизии 1719 года среди владельцев земли в Радубеже значатся Юрий Юрьевич Трубецкой и капитан-поручик лейб-гвардии Преображенского полка князь Дмитрий Юрьевич Трубецкой. По данным 2-й ревизии 1744 года землёй в Радубеже владел сын Юрия Юрьевича Трубецкого — Яков.
До середины XX века в официальных документах Трубицыно, как правило, не обозначалось как отдельный населённый пункт, и лишь изредка упоминалось как часть села Радубеж. Например, в метрической книге храма Архангела Михаила села Линец за 1894 год есть запись о рождении у крестьян деревни Трубицыно прихода села Радубеж Прокофия Фёдоровича и Натальи Сергеевны Гладких сына Симеона. Крёстным новорожденного записан крестьянин той же деревни Стефан Ефимович Блохин.
Трубицыно получило статус самостоятельного населённого пункта в 1954 году при разделе Радубежа на несколько деревень и хуторов. В 1954—1959 годах деревня входила в состав Нижнехалчанского сельсовета Фатежского района. С 1959 года в составе Линецкого сельсовета. В 1950-е годы крестьянские хозяйства Трубицына числились в колхозе «Путь Ильича» (центр в д. Журавинка). В 1960 году «Путь Ильича» был присоединён к Линецкому колхозу «Россия». До 1990-х годов это хозяйство было самым крупным в Фатежском районе. 
В декабре 1991 года, вместе с Линецким сельсоветом, Трубицыно было передано из Фатежского района в Железногорский район. В 2008 году в деревне был 21 двор; в 2014 году — 18 дворов: 16 с постоянным проживанием и 2 с временным.

## Население
| 1979 | 2002 | 2010 | 2014 |
| ---- | ---- | ---- | ---- |
| 95   | ↘50  | ↘41  | ↘40  |